# Eodiaptomus japonicus
Eodiaptomus japonicus is een eenoogkreeftjessoort uit de familie van de Diaptomidae. De wetenschappelijke naam van de soort is voor het eerst geldig gepubliceerd in 1913 door Burckhardt.